# Joseph Louis Anne Avenol

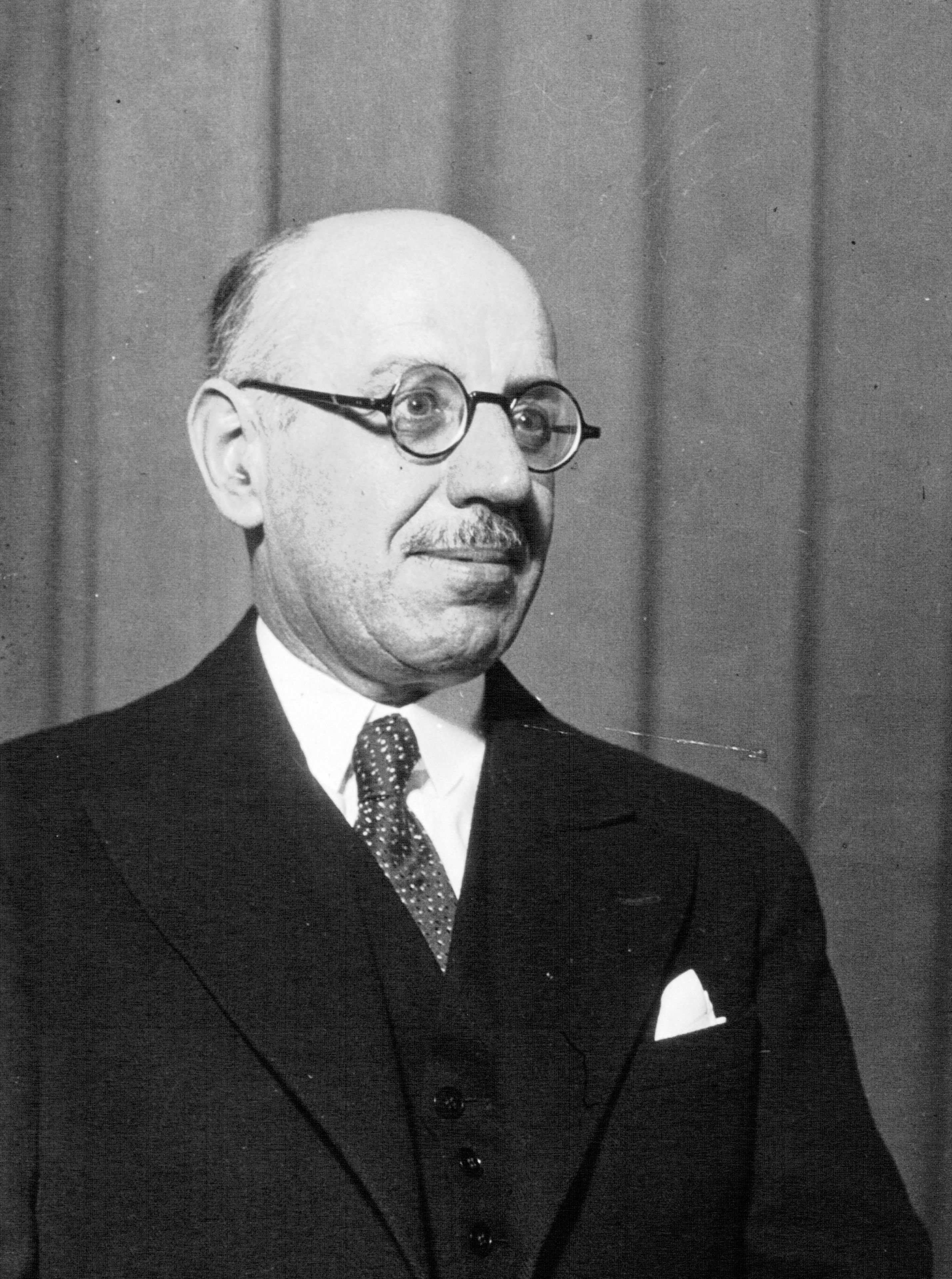
Joseph Avenol in 1932

Joseph Louis Anne Avenol (Melle (Frankrijk), 9 juni 1879 - Duillier (Zwitserland), 2 september 1952) was van 1933 tot 1940 de tweede secretaris-generaal van de Volkenbond.

## Moeilijke bestuursperiode
Avenol startte zijn loopbaan als ambtenaar op het Franse ministerie van financiën. In 1922 ging hij in dienst bij de Volkenbond in opdracht van de Franse regering om er de financiering van de Volkenbond te organiseren. Bij de oprichting was afgesproken dat de tweede secretaris-generaal een Fransman zou worden. Zo gebeurde in 1933 door de benoeming van adjunct-secretaris-generaal Avenol tot secretaris-generaal in opvolging van Eric Drummond.
Zijn bestuur vond plaats in een moeilijk periode waarbij Japan, Italië en Duitsland de Volkenbond verlieten. Zijn pro-Duitse uitspraken bij het begin van de Tweede Wereldoorlog brachten hem in een moeilijk parket, wat leidde tot zijn ontslag. Hij zocht nog tevergeefs steun bij het Vichy-bewind en vluchtte nadien naar Zwitserland.